# Теплове забруднення
Теплове забруднення — один із видів фізичного забруднення довкілля, що являє собою довгострокове або періодичне збільшення температури вище звичайного рівня.
Для урбанізованих територій характерна поява «теплової шапки» над ними, так званого «острова тепла», який має кулеподібну форму. Основними джерелами теплового забруднення довкілля є викиди в атмосферу нагрітих оброблених газів і самого повітря, разом з відпрацьованими водами ТЕЦ.
Глобальний аспект теплового забруднення пов'язується з парниковим ефектом. В результаті під впливом теплового забруднення аеробні процеси змінюються на анаеробні, а санітарний стан води погіршується, завдяки цьому відбуваються зміни в біоті.

## Причини
Будь-яка теплова машина характеризується величиною ККД, що показує відношення корисної роботи до затраченої енергії. ККД на сучасних АЕС становить приблизно 30-35 %, а на ТЕЦ — 35-40 %. Це означає, що більша частина теплової енергії (60-70 %) викидається в навколишнє середовище. Транспорт, що працює на ДВЗ, і споживає основну частину нафтопродуктів, також робить значний внесок у теплове забруднення.
Врешті-решт уся енергія від викопних вуглеводнів (нафта, вугілля, газ, торф) і урану перетворюється на тепло, викликаючи теплове забруднення атмосфери і водних ресурсів.

## Наслідки
Теплове забруднення є причиною створення теплових островів, місцевої (штучної) інверсії температур над джерелом, що призводить до розвитку мікроциркуляцій атмосфери, зміни мікроклімату й ускладнення механізму перенесення забруднень.
Виникають проблеми в річках і прибережних океанічних водах. Зазвичай таке забруднення пов'язане з використанням природних вод як охолоджувальних агентів у промислових процесах, наприклад на електростанціях. Вода, що повертається у водойми, тепліша від початкової і, отже, містить менше розчиненого кисню. Одночасно нагрівання середовища збільшує інтенсивність метаболізму її мешканців, а, значить, їх потребу в кисні. Якщо температура води, що скидається незначно відрізняється від температури води у водоймі, то ніяких змін біотичного компоненту екосистеми може не відбутися. Якщо ж температура підвищується істотно, то в біоті можуть відбутися серйозні зміни. Наприклад, для прохідних риб типу лосося бідні киснем ділянки річок стають непереборними перешкодами, і зв'язок цих видів з нерестовищами переривається.
Змінюються фізичні властивості води, що несприятливо впливає на мешканців водойм. Основним фактором погіршення її якості є зниження розчинності кисню, яка зменшується на одну третину за температури 30 °С, викликаючи евтрофікацію водойм і їх видового складу.
Збільшується температура підземних вод, порівняно з фоновими значеннями. Теплове забруднення супроводжують, як правило, зменшення вмісту кисню у воді, змінення її хімічного і газового складу, цвітіння води і збільшення вмісту у воді мікроорганізмів. Теплове забруднення підземних вод обумовлюється як надходженням у водоносні горизонти нагрітих стічних вод з поверхні, так і включенням вод нижчих горизонтів унаслідок затрубних перетоків.
Викиди тепла в навколишнє середовище в центрах великих міст призводять до підвищення температури повітря на 2-3 °С, порівняно з периферією.
Теплові забруднення середовища проживання виникають у місцях використання різних енергоносіїв. Найзначнішими джерелами теплового забруднення середовища є ТЕС і АЕС.  Основна частка теплових скидів ТЕС і АЕС припадає на системи конденсації відпрацьованої пари турбін. Споживання води в системі конденсації пари на ТЕС становить до 150 л/(кВт·год), що пояснюється обмеженням нагріву охолоджувальної води на величину не більше 10°С . При цьому нагрів води в природних водоймах, куди скидається теплота, не повинен перевищувати 5 °С узимку і 3 °С влітку.

## Заходи запобігання
Основним способом зниження теплового забруднення є поступова відмова від викопного палива і перехід на відновлювану енергію, що використовує природні джерела енергії: світло, вітер і гідроресурси. Допоміжним заходом може бути перехід від економіки суспільства споживання до ресурсної економіки.

## Критика
Саймон Купер (Simon Kuper) 2011 року в зв'язку з конференцією ООН зі зміни клімату в Дурбані писав, що явно відсутня при цьому готовність до дій світової спільноти навряд чи пов'язана з нечисленними голосами кліматичних скептиків. Було б великою помилкою вважати, що політичні рішення, зокрема й пов'язані зі ставленням до зміни клімату, дійсно пов'язані з науковими уявленнями про цей феномен.
Купер посилається на тезу Даніеля Заревіца (Daniel Sarewitz), згідно з якою політичні інтереси і бажання перетворень з низки екологічних питань у 1970-х роках були значно сильнішими, ніж наявні в той час наукові дані з відповідних питань порівняно з тим, що ми знаємо про них сьогодні. Це ж стосувалося і кліматичної політики: тут у наявності були не стільки наукові дослідження, скільки політичні інтереси. Саме тому політичні конфлікти інтересів на той час мали бути винесені на громадське обговорення.
На думку соціолога Метью Нісбета, ставлення до кліматичної політики і до зміни клімату в США перетворилося, подібно до ставлення до податкової політики, права на носіння зброї і законодавства про аборти, в політичний і соціальний маркер. Майк Галм також пов'язує ставлення до кліматичних змін і кліматичний скептицизм не стільки з наукою, скільки з різним світоглядом і переконаннями, через що можливість переконати опонентів у таких суперечках обмежена.
Купер підкреслює, що навряд чи прихильники теорії керованої людиною зміни клімату чисельно перевищують скептиків. Істотним фактором глобальної бездіяльності з кліматичних питань є неготовність більшості до дій.